# 아콘 컴퓨터

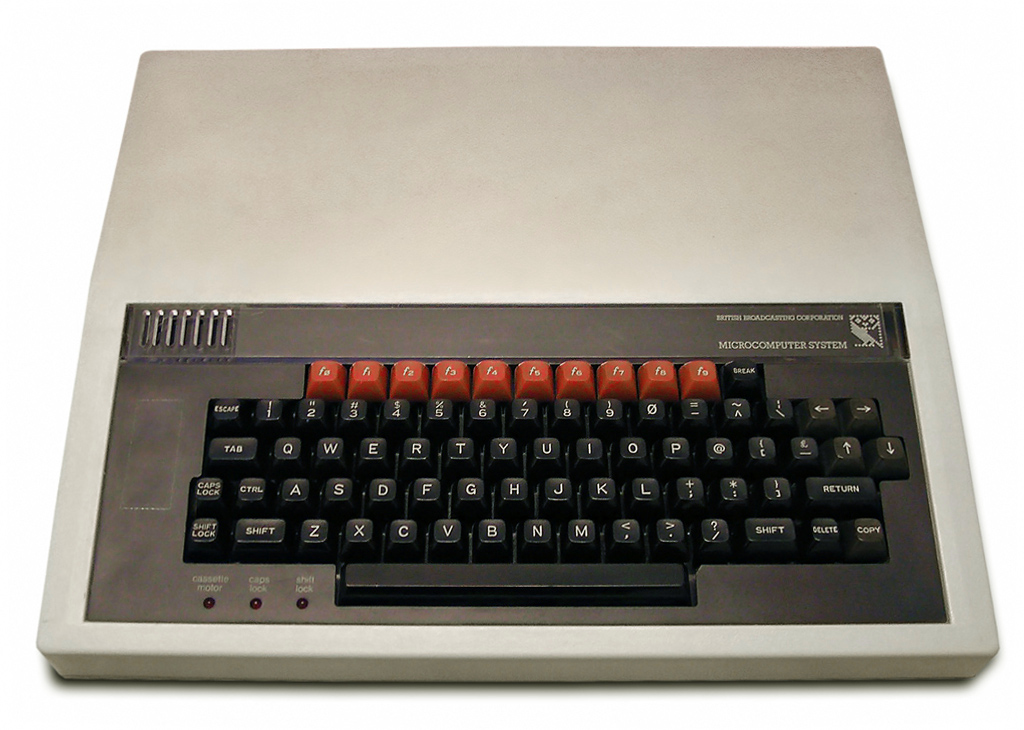
1981년에 아콘이 개발한 BBC 마이크로

아콘 컴퓨터(Acorn Computers Ltd., 나중에 Element 14 Ltd.로 개명)는 1978년 잉글랜드 케임브리지에 설립된 영국의 컴퓨터 기업이다. 이 기업은 특히 영국에서 유명한 수많은 컴퓨터를 생산하였다. 이를테면 아콘 일렉트론, BBC 마이크로, 아콘 아르키메데스가 이에 속한다. 아콘의 BBC 마이크로 컴퓨터는 1980년대부터 1990년대 초까지 영국의 교육 컴퓨터 시장을 지배하였다.
혁식적인 디자인과 전 직원들 다수의 차후 성공으로 인해 아콘은 "영국의 애플"로 알려지기도 했다.

## 같이 보기
- ARM 홀딩스